# Yagoua
Yagoua est une commune du Cameroun située dans la région de l'Extrême-Nord, à proximité de la frontière avec le Tchad (Bongor). C'est le chef-lieu du département du Mayo-Danay.

## Population
Lors du recensement de 2005, la commune comptait 191 979 habitants, dont 137 867 pour Yagoua Ville.

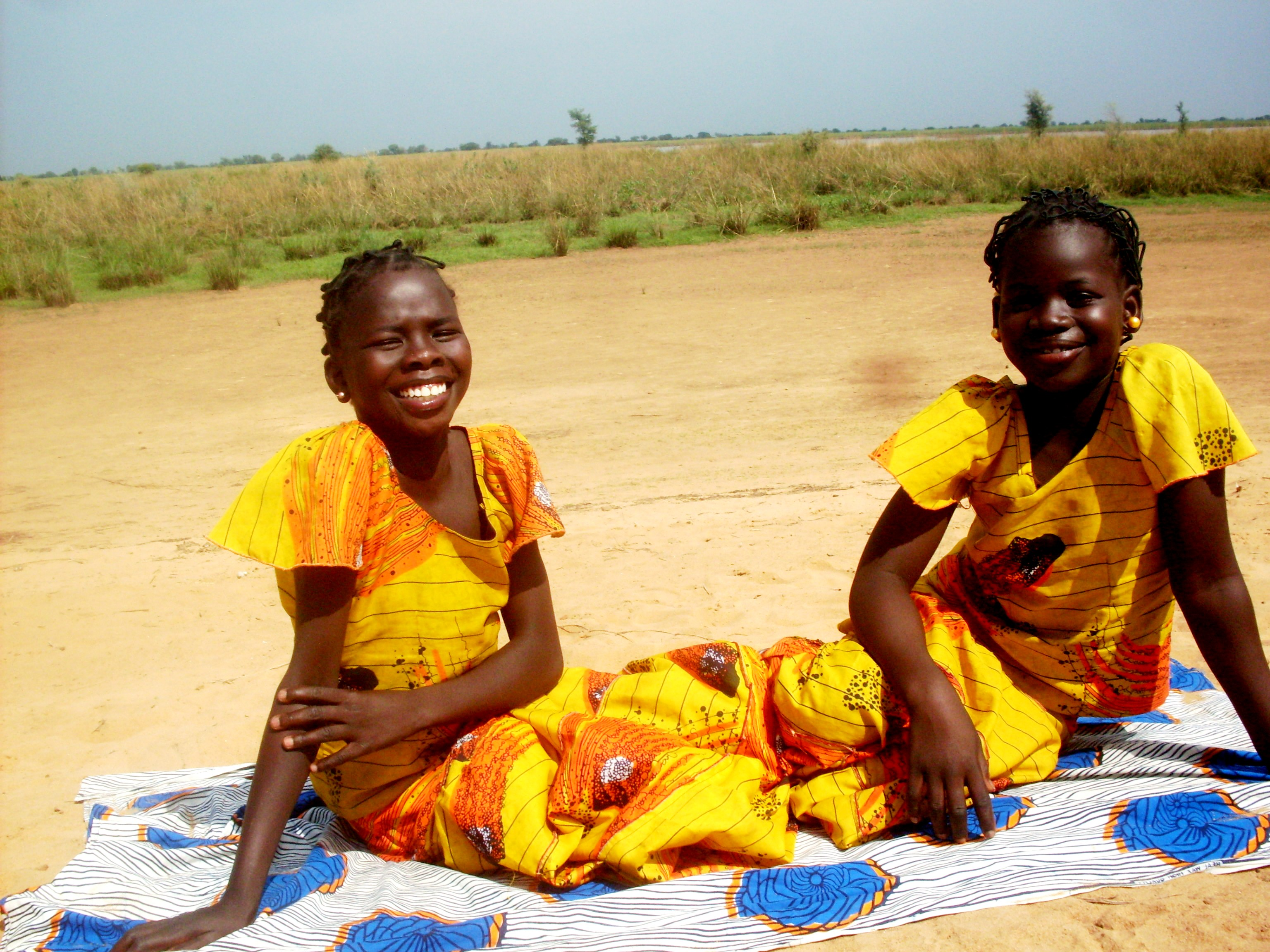
Jeunes filles de Yagoua à l’extrême Nord du Cameroun.

Le masana est parlée dans le commune de Yagoua.

## Structure administrative de la commune
Outre Yagoua proprement dit, la commune comprend les localités suivantes :
- Bagarao
- Dana
- Danay Diguizi
- Déhé I
- Déhé II
- Djokoydi
- Domo
- Hounou
- Kalak
- Kirsidi
- Masgaya
- Miogoye I
- Miogoye II
- Mouri I
- Mouri II
- Ngaya
- Tcherféké
- Toukou
- Vormounoun
- Vounaloum
- Yrdeng
- Zébé I
- Zébé II
- Zébé Marao
- Zoulla

## Infrastructure

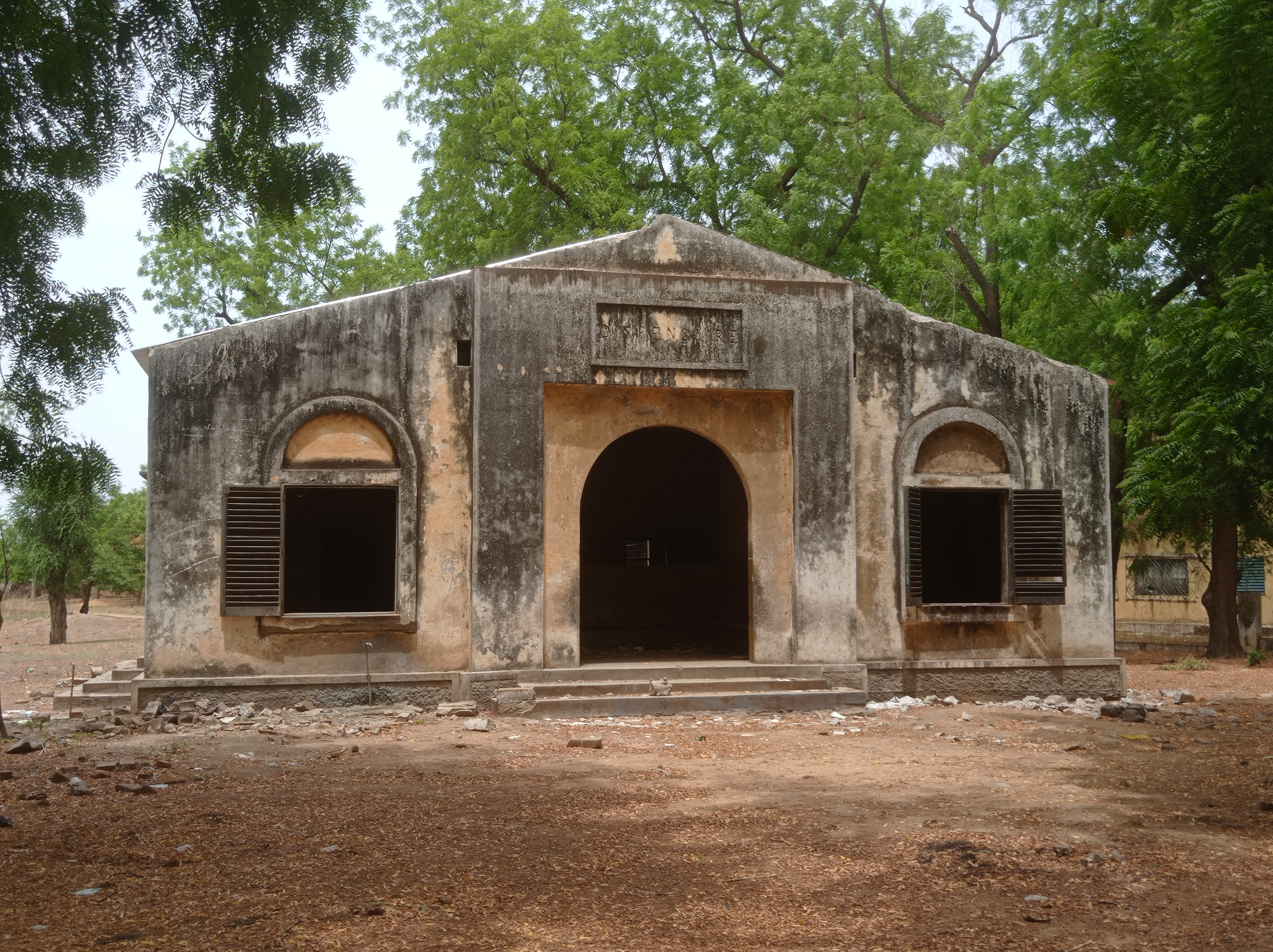
Vestiges de l'ancien dispensaire colonial.

- Hôpital régional de Yagoua

## Évêché
- Diocèse de Yagoua
- Liste des évêques de Yagoua
- Cathédrale Sainte-Anne de Yagoua